# Дисковод
Дисковод (англ. Disk Drive) — устройство компьютера, позволяющее осуществить чтение и запись информации на съёмный носитель информации[страница не указана 425 дней][страница не указана 425 дней][страница не указана 425 дней][страница не указана 425 дней][страница не указана 425 дней][страница не указана 425 дней].

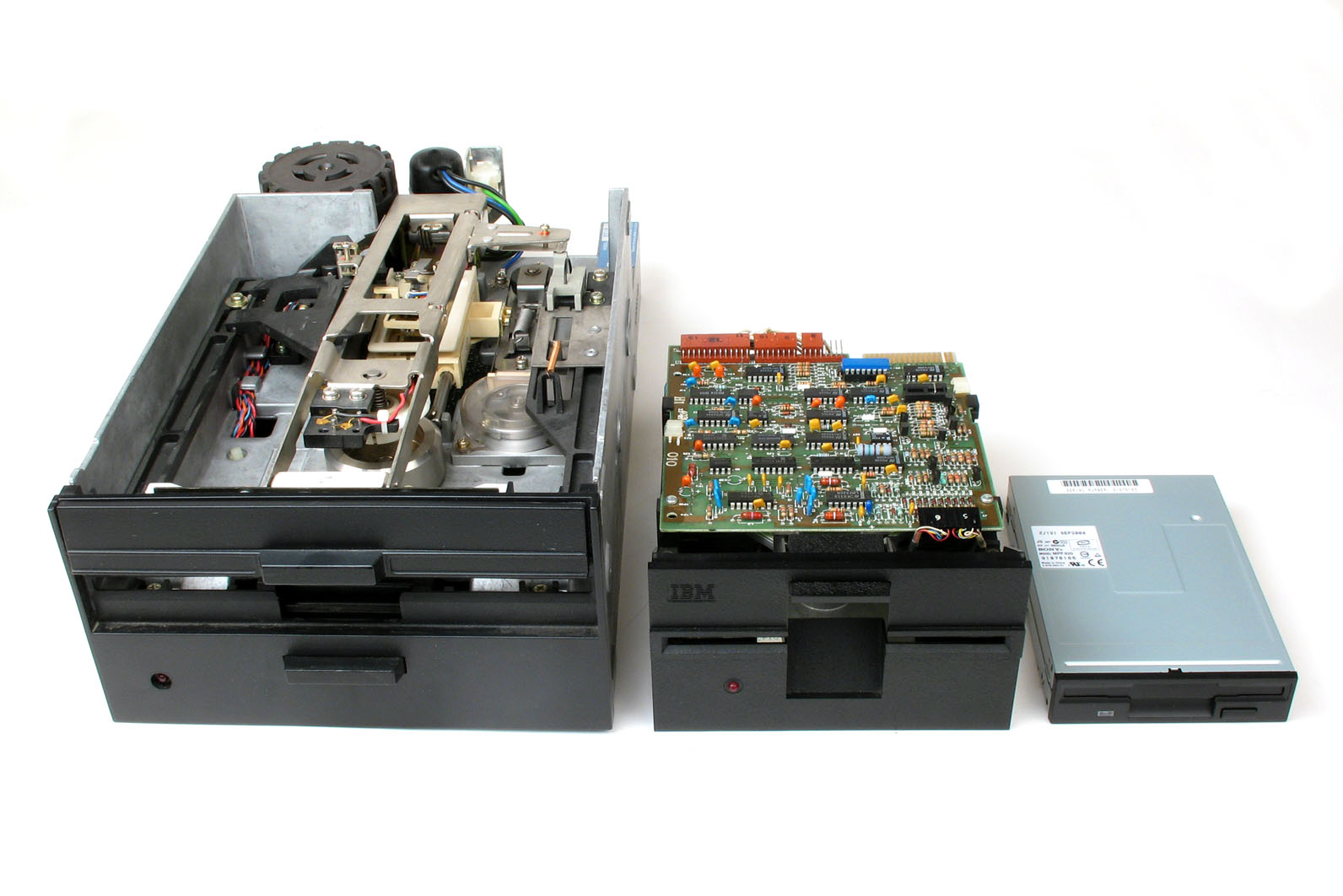
Внутренние дисководы для дискет: носитель 8, 5¼ и 3½" дюймов

## Описание
Основное назначение дисковода в рамках концепции иерархии памяти — организация долговременной памяти. Основные характеристики дисковода — тип и ёмкость используемого сменного носителя информации, скорость чтения/записи, тип интерфейса и форм-фактор (встраиваемый (внутренние) или внешние)[страница не указана 425 дней].
Среди дисководов различают привод оптических дисков (ODD) и флоппи-привод — накопитель на гибких магнитных дисках (FDD)[страница не указана 425 дней].
Применяемые в компьютерах дисководы используют в качестве съёмных носителей информации:
- магнитные дискеты, к которым относятся в том числе Zip-дискеты от Iomega.

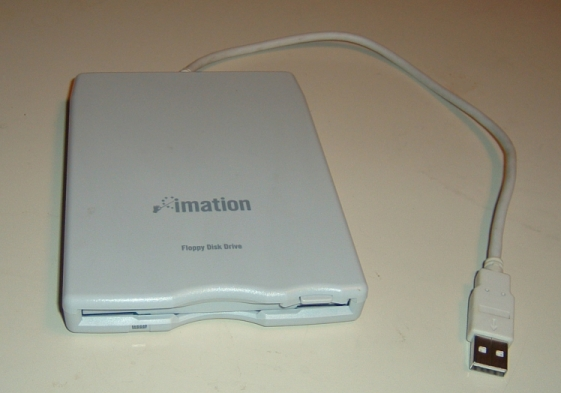
Внешний дисковод для дискет размером 3½", подключаемый к компьютеру по USB

- оптические диски: компакт-диск и его развитие — GD-ROM, DVD, HD DVD, причём как предназначенные только для чтения (CD-ROM, DVD-ROM и т. п.), так и для Внешний дисковод для дискет размером 3½", подключаемый к компьютеру по USBчтения и записи, одно-и многократной (+R, -R, +RW, -RW и т. п.);
- магнитооптические диски: MO размером 5.25 или 3.5 дюйма, упакованные в картридж.
- жесткие диски со сменными пакетами пластин, заключёнными в картриджи - таковыми были системы Iomega Jaz и Rev, которые, в отличие от Zip-дискет, не нашли популярности и отличались низкой надёжностью.

## История
Первоначально дисководы могли работать только с одним типом и ограниченным числом форматов носителя, но более современные их модели обеспечивали обратную совместимость с более старыми носителями того же типа. Например, последние модели дисководов для дискет 3½″ работали с дискетами этого типа любого формата, а Blu-Ray-дисководы работают с большинством форматов CD и DVD.

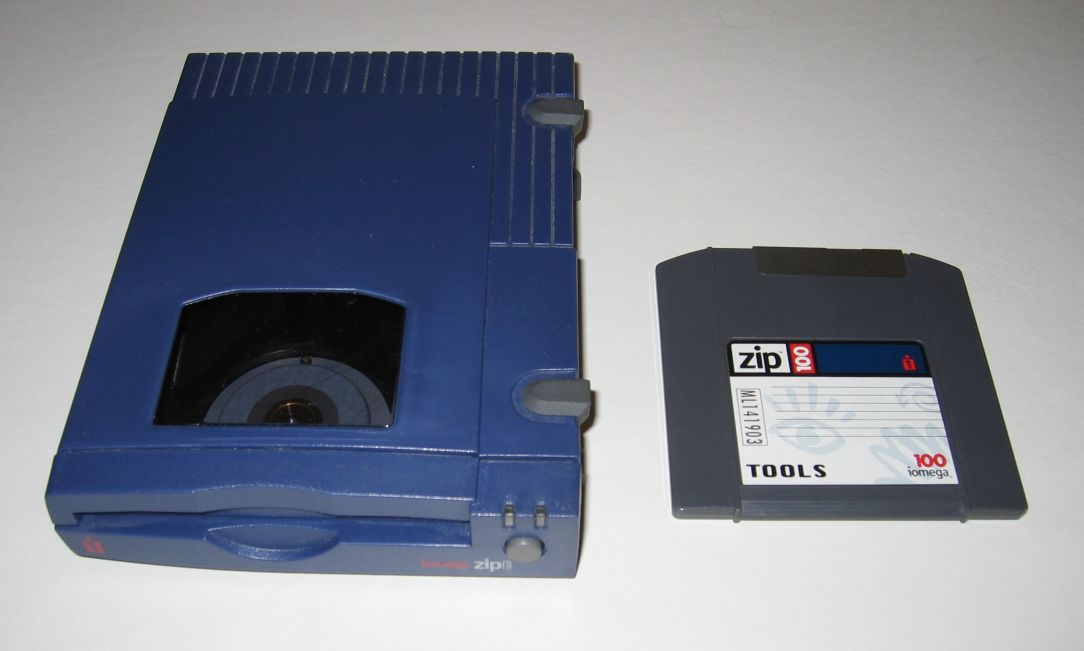
Внешний дисковод и дискета Iomega Zip